# 하우시스이엔지
하우시스 이엔지(Hausys ENG)는 LG그룹 계열의 건축자재 전문 시공 회사이다. 2009년 LG 하우시스에서 자회사로 설립하였다가 2018년 모기업인 LG 하우시스에 흡수 합병되었다.